# Hochschule

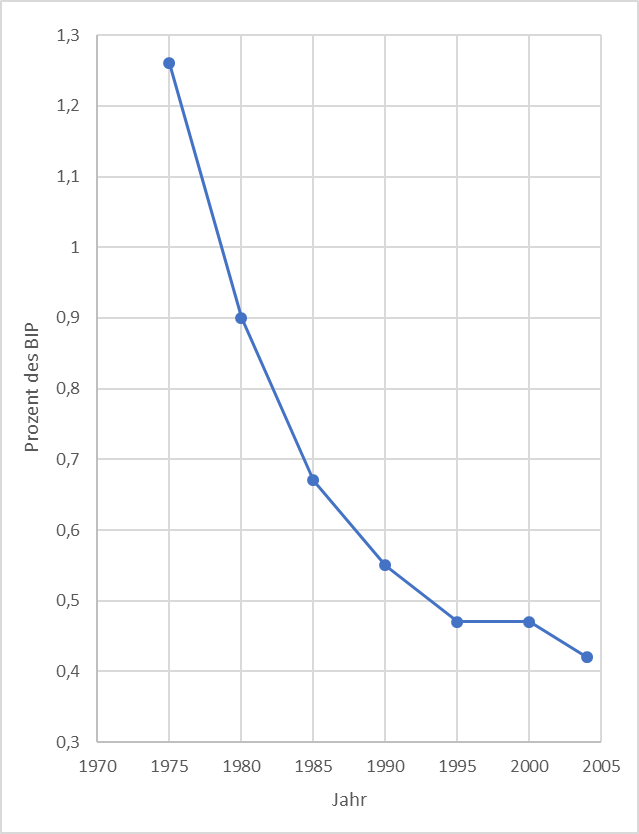
Öffentliche Bildungsausgaben (Grundmittel) in Prozent des deutschen BIP je eine Million Studenten

Hochschule ist der Oberbegriff für Einrichtungen des tertiären Bildungsbereichs. Unterschieden werden
- Universitäten und gleichgestellte Hochschulen, das sind Hochschulen mit Promotions- und Habilitationsrecht, die früher als wissenschaftliche Hochschulen bezeichnet wurden, und
- wissenschaftlich-anwendungsorientierte, künstlerisch-wissenschaftliche, gestalterisch-wissenschaftliche oder künstlerisch orientierte Fachhochschulen.

Hochschulen dienen der Pflege der Wissenschaften und Künste durch Forschung und Lehre sowie der beruflichen Ausbildung (Studium) und Weiterbildung (Fortbildung).
An einer Hochschule eingeschriebene Personen werden Studenten oder auch Hochschüler genannt.
Hochschulen und Forschungseinrichtungen sind als unabhängige öffentliche Einrichtungen auch für das Entstehen sozialer und technologischer Innovationen unabdingbar. Das funktioniert nur mit einer auskömmlichen Grundfinanzierung der Wissenschaft, die eine Unabhängigkeit von Drittmittelfinanzierung und somit freie Bildung und Forschung aus Neugierde ermöglicht. Die Verzahnung von Lehre, Wissenschaft und Gesellschaft sichert ihren Bildungsauftrag, der sich am Gemeinwohl orientiert.

## Überblick

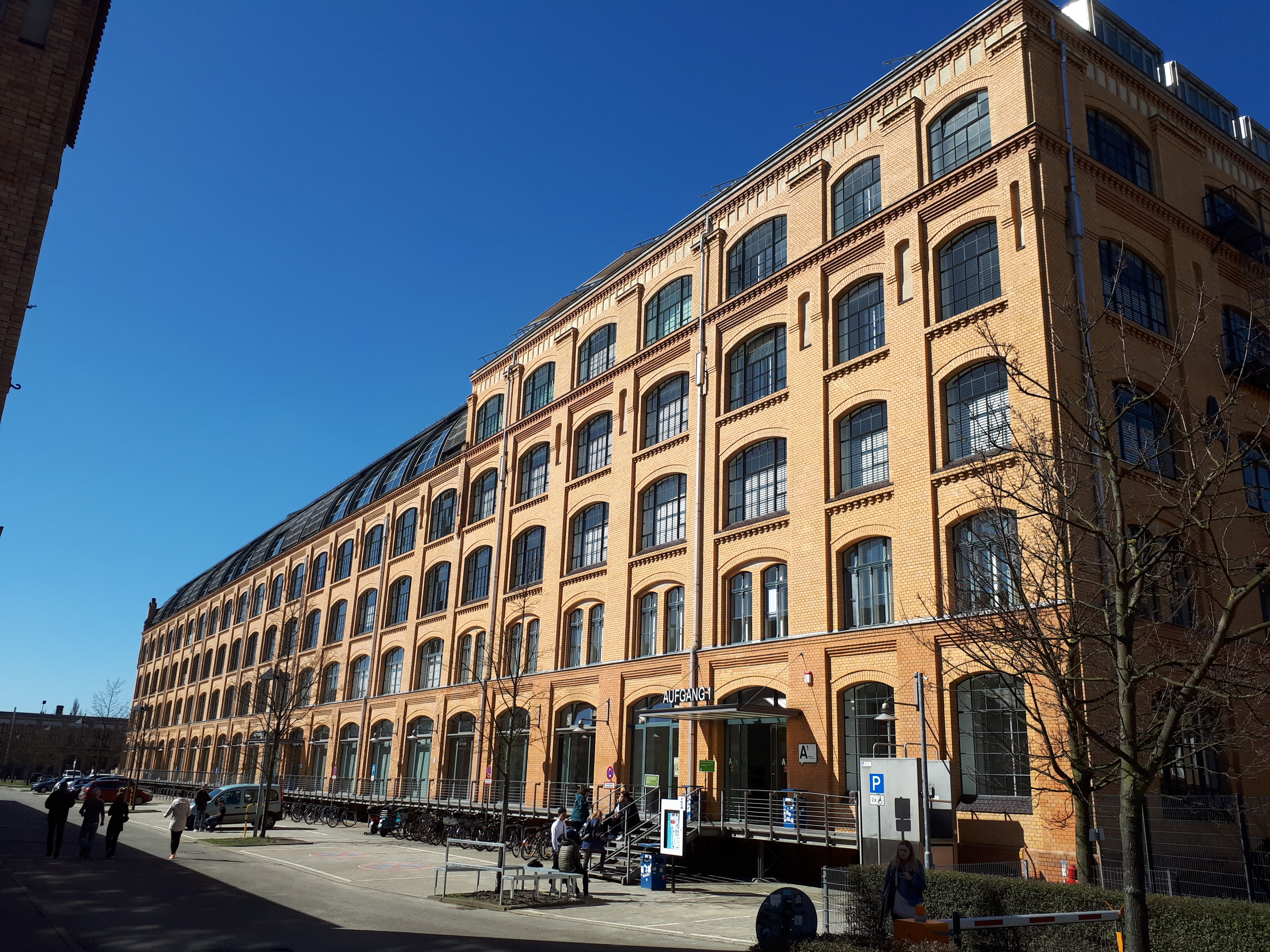
Hochschule für Technik und Wirtschaft Berlin

Im engeren Sinn bezeichnet eine Hochschule eine Einrichtung, die Forschung betreibt und damit neues Wissen schafft, wissenschaftliche Lehre (Studium und wissenschaftliche Weiterbildung) vermittelt und akademische Grade als Studienabschlüsse verleiht. Im Rahmen des Bologna-Prozesses werden an den Hochschulen gestufte Studiengänge mit den Abschlüssen Bachelor und Master angeboten, die weitgehend die bisherigen Abschlüsse Diplom und Magister ersetzen.
Eine besondere Form der Hochschulausbildung kennzeichnet eine Fernuniversität oder Fernhochschule. Neben staatlichen Hochschulen gibt es auch private Hochschulen. Diese werden zumeist von Kirchen, Gemeinden, aber auch von Stiftungen und in neuerer Zeit auch von Privatunternehmen getragen.
Die rechtliche Stellung der Hochschulen wird in den meisten Staaten durch ein spezielles Hochschulgesetz geregelt. In der Bundesrepublik Deutschland ist das Hochschulsystem Ländersache und wird durch deren Hochschulgesetze geregelt. Das Hochschulrahmengesetz des Bundes, das bisher Rahmenvorgaben für die Länder gegeben hat, soll im Rahmen der Föderalismusreform auslaufen.
Hochschulen haben sich im Laufe der Zeit (in entsprechender Zusammenarbeit mit dem jeweiligen Bundesland) zusammengeschlossen, sich spezialisiert oder umbenannt. Ein Beispiel hierfür sind Technische Hochschulen, die fast alle in „Technische Universität“ umbenannt wurden, wie erstmals 1946 die Technische Universität Berlin. Ausnahmen sind beispielsweise die RWTH Aachen oder die ETH Zürich.
Viele „Fachhochschulen“ bezeichnen sich seit einigen Jahren als „Hochschule“ mit dem Fachgebiet, beispielsweise „Hochschule für Wirtschaft“, „Hochschule für Technik“ usw. oder allgemein als „Hochschule für angewandte Wissenschaften (HAW)“. Zudem führen sie die englische Bezeichnung University oder University of Applied Sciences (wörtlich übersetzt Universität für angewandte Wissenschaften). Dies begründet sich damit, dass der Begriff University in angloamerikanisch geprägten Bildungssystemen diejenigen Institutionen bezeichnet, die postgraduale Studiengänge anbieten, was in Deutschland, Österreich und der Schweiz allgemein den Hochschulen entspricht und nicht nur der Hochschulform „Universität“. Der englische Begriff High School („Hohe“ oder „Höhere Schule“) ist dagegen dem Schulbereich (Sekundarbereich) zuzuordnen.
Die Pädagogischen Hochschulen (Im Jahr 1971 in der Bundesrepublik Deutschland aus den Pädagogischen Akademien erwachsen) sind heute sich selbst verwaltende Zentren der Bildungswissenschaften mit uneingeschränktem Promotions- und Habilitationsrecht im Universitätsrang. Sie wurden in den 1970/80er Jahren in den bundesdeutschen Ländern entweder in die Universitäten eingegliedert oder – wie in Baden-Württemberg – in selbstständige bildungswissenschaftliche Einrichtungen mit universitären Strukturen umgewandelt.
An deutschen Hochschulen betreut derzeit im Fächerdurchschnitt statistisch ein einzelner Professor etwa 52 Studenten. Genauer sind dies an Universitäten etwa 60, an Fachhochschulen etwa 38 Studenten. Die Anzahl der Studenten ist in den Jahren 1972 bis 2005 um das Dreifache angestiegen (auf 1.953.504), die Anzahl der Professoren jedoch nur um das 1,8-Fache (auf 37.364). Nach diesen Zahlen sieht der Wissenschaftsrat einen Verbesserungsbedarf bei der Lehre an den Hochschulen, insbesondere an den Universitäten. Im Vergleich dazu stehen die US-amerikanischen Eliteinstitutionen wie Harvard oder Stanford mit einem Betreuungsverhältnis von 1:10 oder besser wesentlich günstiger dar.
Die öffentlichen und privaten Hochschulen in der Bundesrepublik Deutschland gaben 2010 etwa 41,2 Milliarden Euro aus. Die Summe beinhaltet Kosten für Forschung, Lehre und medizinische Behandlung. Damit stiegen die Ausgaben gegenüber 2009 um 6,1 %.

## Aufbau und Organisation
Eine Hochschule besteht aus Fakultäten / Instituten oder Fachbereichen. Diese sind Abteilungen, an deren Spitze ein Dekan steht. Der Hochschule steht eine Hochschulleitung mit einem Rektorat oder Präsidium sowie meist einem Kanzler vor. Außerdem gibt es eine zentrale Hochschulverwaltung, den Akademischen Senat sowie zentrale Service-Einrichtungen der Hochschule wie Hochschulbibliothek, Rechenzentrum, Zentrale Studienberatung, Career Service oder Akademisches Auslandsamt. Die innere Organisation kann verschiedene Formen annehmen, so gibt es zum Beispiel Ordinarien- und Gruppenhochschulen.
Die an einer Hochschule eingeschriebenen Studenten bilden je nach landesgesetzlicher Regelung die Studierendenschaft (auch: Studentenschaft).
Für den Betrieb von Mensen und Studentenwohnheimen, für die Verwaltung des BAföG und für weitere Angebote im Umfeld einer Hochschule sind zumeist die Studentenwerke zuständig.

## Abgrenzung
Volkshochschulen sind in Deutschland dem quartären Bildungsbereich der Weiterbildung zugeordnet, allerdings entgegen ihrer Bezeichnung keine Hochschulen.
Auch Verwaltungs- und Wirtschaftsakademien (VWA) sind Institutionen des quartären Bildungsbereichs und keine Hochschulen. Berufsakademien (BA) hatten einen ähnlichen Status und verliehen ihren Absolventen daher keinen akademischen Grad, sondern eine staatliche Abschlussbezeichnung. Seit der Umwandlung 2006 in Baden-Württemberg in die Duale Hochschule Baden-Württemberg (DH) werden dort die akademischen Grade Bachelor und Master verliehen. 2016 wurden die BA in Thüringen zur Dualen Hochschule Gera-Eisenach umgewandelt, an der nur Bachelorgrade verliehen werden. 2025 folgte die Duale Hochschule Sachsen. Ein Promotionsrecht besteht weiterhin nicht.
Fachakademien und weiterbildende höhere Fachschulen werden dem tertiären Bildungsbereich zugeordnet, sofern der Bildungsgang nicht weniger als 2400 Stunden hat. Abschlüsse sind das Staatsexamen oder das Diplom (FS).

## Hochschularten
- Akademie (teilweise)
- Bauakademie
- Bergakademie
- Duale Hochschule
- Fachhochschule

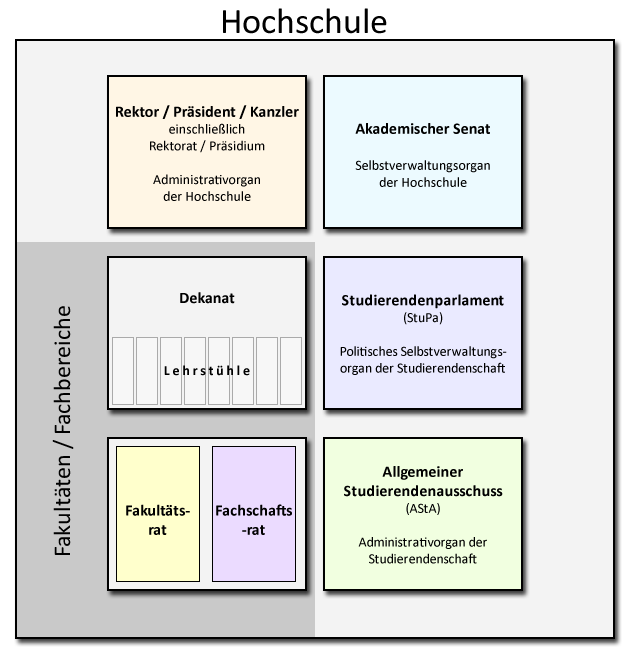
Übersicht über die Hochschulorganisation

- Fachhochschule für öffentliche Verwaltung
- Fernhochschule
- Gesamthochschule
- Hochschule für angewandte Wissenschaften (HAW)
- Kirchliche Hochschule
- Medizinische Universität
- Pädagogische Hochschule
- Technische Hochschule
- Technische Universität
- Tierärztliche Hochschule
- Universität
- Universität der Bundeswehr
- Wirtschaftshochschule

### Künstlerische Hochschulen
- Filmhochschule
- Konservatorium
- Kunstakademie
- Kunsthochschule
- Musikhochschule
- Schauspielschule

### Weitere Einrichtungen des tertiären Bildungsbereichs
- Berufsakademie
- Fachakademie (Bayern)
- Fachschule (Deutschland)

## Listen von Hochschulen
- Liste der Listen von Universitäten (weltweit)
  - Liste der Hochschulen in Deutschland
  - Liste der Universitäten in Österreich
  - Liste der Fachhochschulen in Österreich
  - Schweizer Universitäten und Fachhochschulen
  - Hochschulen im Fürstentum Liechtenstein